# Даніель Гоканс
Даніель Гоканс (фін. Daniel Håkans, нар. 26 жовтня 2000, Вааса, Фінляндія) — фінський футболіст, нападник польського клуба «Лех» та національної збірної Фінляндії.

## Ігрова кар'єра

### Клубна
Даніель Гоканс починав займатися футболом у своєму рідному місті Вааса у місцевому клубі «Васа ІФК» у лізі Какконен. Перед початком сезону 2019 року футболіст перебрався до клубу Вейккаусліга СІК, з яким у серпні і дебютував у вищому дивізіоні Фінляндії.
У 2022 році Гоканс був відданий в оренду у норвезький «Єрв». За результатами сезони команда вибула з Елітсерії але футболіст підписав з клубом повноцінний контракт. Та вже у лютому 2023 року «Волеренга» викупила контракт фінського нападника.
1 серпня 2024 року Даніель Гоканс приєднався до клубу польської Екстракласи — «Лех» (Познань), підписавши х клубом контракт до 2028 року.

### Збірна
У червні 2023 року у матчі відбору до Євро 2024 проти команди Словенії Даніель Гоканс дебютував у національній збірній Фінляндії. Вже у наступному матчі проти Сан-Марино Гоканс вийшов на заміну на 60 - й хвилині матчу і за 15 хвилин ігрового часу оформив хет-трик.

## Досягнення
- Чемпіон Польщі (1):

«Лех»: 2024-25